# Trust in me (пісня Кеті Перрі)
«Trust In Me» — пісня американської співачки Кеті Хадсон (тепер вона називається Кеті Перрі). Він вийшов як перший і єдиний сингл з її дебютного альбому Katy Hudson. Пісня в деяких частинах разом з попмузикою поєднує рок та електронну музику. Пісню написав Марк Діксон, який також є музичним продюсером цієї пісні. Для Діксона це перша пісня, яку він написав.